# Dhobi Ghat
Pour plus de détails, voir Fiche technique et Distribution.
Dhobi Ghat, également connu sous le nom Mumbai Diaries, est un film indien réalisé par Kiran Rao, sorti en 2010. Avec en toile de fond omniprésente la ville de Mumbai, il met en scène la vie entrelacée de quatre personnages interprétés par Prateik Babbar, Monica Dogra, Kriti Malhotra (en) et Aamir Khan qui en est également le producteur.

## Synopsis
Arun est un peintre misanthrope dont les œuvres commencent à avoir du succès. Alors qu'il s'installe dans son nouvel appartement du vieux Mumbai, il y découvre des enregistrements vidéo réalisés par une jeune épouse musulmane, Yasmin, qui raconte sa vie à l'intention de son frère. Au cours d'une exposition de ses toiles, Arun fait la connaissance de Shai avec laquelle il a une aventure d'une nuit. Shai est une jeune et riche Indienne expatriée aux USA, venue à Mumbai pour s'adonner à sa passion de la photographie. Elle se lie d'amitié avec Munna, un blanchisseur qui lui sert de guide dans la mégalopole. En échange de ses services, elle lui confectionne un portfolio car, bien que pauvre, vivant dans un bidonville et appartenant à une basse caste, le jeune homme rêve de percer à Bollywood. Munna qui assure également le nettoyage du linge d'Arun, fournit l'adresse de l'artiste à Shai qui commence à le photographier à son insu.  

## Fiche technique
- Titre : Dhobi Ghat
- Réalisation : Kiran Rao
- Scénario : Anil Mehta (en) et Kiran Rao
- Direction musicale : Gustavo Santaolalla
- Direction artistique : Manisha Khandelwal
- Costumes : Isha Ahluwalia et Darshan Jalan
- Photographie : Tushar Kanti Ray
- Son : Ayush Ahuja
- Montage : Nishant Radhakrishnan
- Production : Aamir Khan et Kiran Rao
- Société de production : Aamir Khan Productions
- Budget : 100 000 000 roupies
- Langue originale : hindi et anglais
- Pays d'origine :  Inde
- Format : 1.85 : 1 ; couleurs
- Genre : film choral, film social
- Durée : 100 minutes
- Date de sortie :

Septembre 2010 : Festival de Toronto
21 janvier 2011 : Inde
D'après Internet Movie Database et Bollywoodhungama.com.

## Distribution
- Aamir Khan : Arun
- Monica Dogra : Shai
- Prateik Babbar : Munna
- Kriti Malhotra (en) : Yasmin
- Kitu Gidwani (en) : Vatsala